# Protoceratidae
Protoceratidae é uma família extinta de artiodáctilos herbívoros norte-americanos (ungulados com dedos pares) que viveram durante o Eoceno até o Plioceno por volta de 46,2—4,9 milhões de anos, existindo por cerca de 41 milhões de anos.

## Classificação
Protoceratidae foi criado por Othniel Charles Marsh em 1891, com o gênero tipo Protoceras e atribuído aos artiodáctilos. Mais tarde foi atribuído a Pecora, e mais recentemente a Ruminantia ou Tylopoda. No entanto, recentemente foi proposta uma relação com os tragulídeos (Tragulidae) na infraordem Tragulina.

## Morfologia
Quando vivos, os protoceratídeos seriam parecidos com veados, embora não estivessem diretamente relacionados. Os protoceratídeos variavam de um a dois metros de comprimento, do tamanho de um cervo a um alce. Ao contrário de muitos ungulados modernos, não tinham ossos de canhão nas pernas. Sua dentição era semelhante à de veados e bovinos modernos, sugerindo que se alimentavam de gramíneas duras e alimentos semelhantes, com um estômago complexo semelhante ao dos camelos. Acredita-se que pelo menos algumas formas viveram em rebanhos.
A característica mais dramática dos protoceratídeos, no entanto, eram os chifres dos machos. Além de ter chifres no local mais usual, tinham chifres rostrais adicionais acima de seus narizes. Esses chifres eram emparelhados, como em Syndyoceras, ou fundidos na base, e ramificando-se em dois perto da ponta, como em Synthetoceras. Em vida, os chifres provavelmente eram cobertos de pele, muito parecido com os ossicones de uma girafa. As fêmeas não tinham chifres ou tinham chifres muito menores do que os machos. Os chifres foram, portanto, provavelmente usados em exibição sexual ou competição por parceiros. Em formas posteriores, os chifres eram grandes o suficiente para serem usados em disputas entre machos, assim como com os chifres de alguns cervos modernos.